# Giuseppe Campione
Giuseppe Campione, né à Santa Lucia del Mela (province de Messine) le 16 août 1935, est un homme politique italien, président de la Région sicilienne de juillet 1992 à décembre 1993.

## Biographie

### Premiers engagements publics
Diplômé en droit, il devient maître de conférences.
Président de la Chambre de commerce de Messine de 1965 à 1980 et vice-président de l'Union italienne des Chambres de commerce entre 1973 et 1978, il refonde avec Gian Luigi Rondi le Festival du film de Taormine la Rassegna del cinema Messina Taormina.
Fort de sa réputation universitaire et de son éloignement des scandales politico-affairistes, il est aidé par Antonino Gullotti dans sa carrière politique. Il est président de la Province de Messine de 1979 à 1981, et entre à l'Assemblée régionale sicilienne en 1981.
Il est élu secrétaire de la DC sicilienne en février 1983 à la suite de Rosario Nicoletti. A l'ARS, il est président de la Commission régionale anti-mafia de 1986 à 1991, vice-président de la Commission de réforme, président de la Commission des irrégularités électorales lors des élections de 1991.  

### Président de la Région sicilienne
À l'issue de trois mois de vacance de pouvoir et de querelles partisanes dues à la démission de Vincenzo Leanza, et sur proposition de Sergio Mattarella, dernier secrétaire de la DC sicilienne, il est élu le 16 juillet 1992 président de la Région sicilienne.
Membre de l'aile gauche de la DC, il prend la tête d'un « gouvernement de tournant » réunissant DC, PSI, PSDI et PDS, avec le soutien extérieur du PRI. La participation inédite des anciens communistes du PDS, le président du groupe Gianni Parisi à la Coopération et le vice-président Francesco Aiello à l'Agriculture, réduit l'opposition de gauche au PRC et à La Rete.
En réaction à l'attentat de la via D'Amelio qui coûte la vie au juge Paolo Borsellino, trois jours après son accession à la présidence, il publie un « Appel aux Siciliens » à la résistance contre la mafia,. Le reste de son mandat est marqué par d'autres meurtres mafieux, comme celui du prêtre Pino Puglisi. En mai 1993, le pape Jean-Paul II dénonce à Agrigente la culture de mort de la mafia.
Alors que la crise économique sur l'île provoque une forte augmentation du chômage, Campione porte une volonté de réformes ambitieuses. Avant le reste de l'Italie, la Sicile instaure l'élection directe des maires, contrant le pouvoir des partis. Il défend également une révision des procédures de marchés publics sources de corruption, mais ne parvient pas à faire voter la réforme électorale régionale au scrutin majoritaire. Il décide la dissolution de Banco di Sicilia et la fermeture des organismes économiques siciliens, renouvelle les dirigeants des institutions régionales.
Sous la pression de son propre parti, des luttes de pouvoir et de la crise économique, Campione démissionne en mai 93 pour former un nouveau gouvernement avec la même majorité mais de nouvelles membres. Il porte une loi pour l'élection directe des présidents de province à la mi-août mais voit rapidement se retirer le PDS.
Le scandale « tangentopoli » décime le personnel politique sicilien, deux vice-présidents de l'assemblée régionale sont arrêtés, de même qu'un assesseur régional et plusieurs députés. Puis, le 9 novembre 1993, le président de l'ARS, le socialiste Paolo Piccione, doit démissionner, et remplacé le 10 décembre par Angelo Capitummino. Pendant que certains réclament la dissolution de l'ARS, Giuseppe Campione démissionne.
Quand la DC est dissoute, il participe à la fondation du nouveau Parti populaire italien. Il signe en 2008 aux côtés de Raniero La Valle le Manifeste pour la Gauche chrétienne, adhère à l'association Libertà e Giustizia.   
Il continue d'écrire, comme depuis 1979, des articles dans différents journaux dont L'Ora, Repubblica, Gazzetta del Sud, Sicilia, Giornale di Sicilia, Il Mattino et Il Sole 24 Ore.

### Carrière universitaire
Il est retrouve ensuite sa charge de professeur, enseignant la géographie politique et l'économie à la Faculté des Sciences politiques de l'Université de Messine.